# Saffermanviridae
Saffermanviridae ist eine im Jahr 2024 als Familie eingerichtete Gruppe von Viren mit Kopf-Schwanz-Aufbau vom Morphotyp C (Podoviren).
Ihre Wirte sind Cyanobakterien, was sie als Bakteriophagen, speziell Cyanophagen, klassifiziert.

## Beschreibung
Die Familie Saffermanviridae wurde eingerichtet, weil ViPTree-Analyse gezeigt hatten, dass die als Gründungsmitglieder ihr zugehörigen Phagen eine monophyletische Gruppe (Klade) bilden, deren Diversität dem Umfang einer Virusfamilie entsprach.
Die Familie umfasst als Gründungsmitglieder insbesondere die Gattungen Morrisvirus (mit ursprüngliche drei Arten: Morrisvirus LPP1, Morrisvirus Pboyong3 und Morrisvirus JingP1) und Arthrovirus (mit einer Art: Arthrovirus TR020).

### GattungWumptrevirus
- Wumptrevirus LPP2
Leptolyngbya-Phage LPP-2, Stamm SPI, wurde Mitte der 1960er Jahre von Mary Ellen Morris und Robert S. Safferman aus einem Abwasserstabilisierungsteich (waste stabilization pond) in St. Paul (Indiana), USA,[4][5] mit dem Stamm IU 594 des fadenförmigen Cyanobakteriums Plectonema boryanum (Microcoleaceae)[6] als Wirt isoliert; das Genom dieses Phagen wurde 2023 sequenziert.[7] Wie bereits zuvor gezeigt, kann LPP-2 in einen lysogenen Infektionszyklus eintreten kann, die Integrationsstelle konnte jedoch erst zusammen mit der Sequenzierung identifiziert werden.[3][8]

### GattungWumpquatrovirus

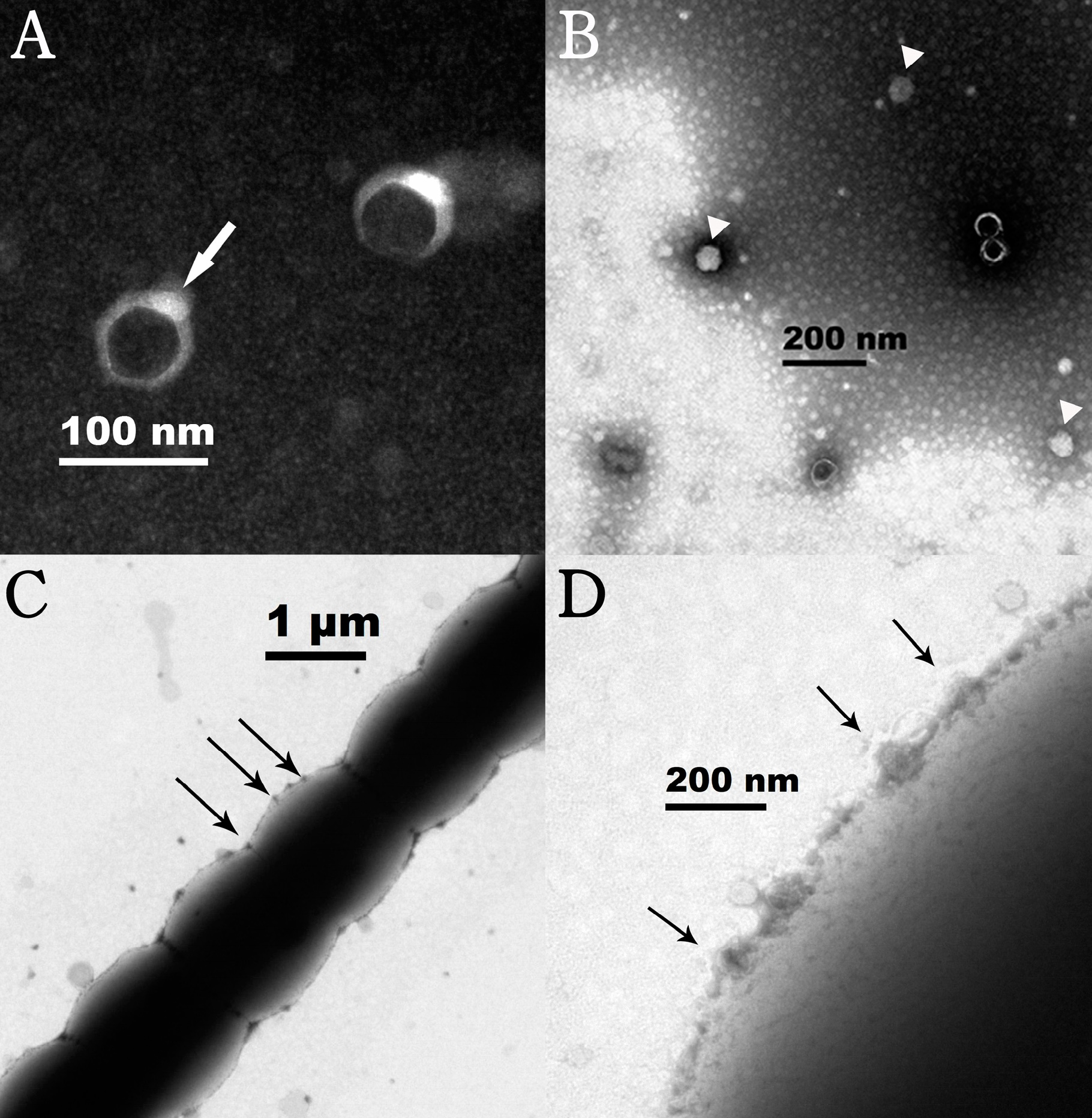
TEM-Aufnahmen von negativ gefärbten freien Leptolyngbya-Phagen Lbo240-yong1 [Plectonema-Phagen Yong1] (A,B) und Zellen des Stamms FACHB-240 von Plectonema boryanum [früher Leptolyngbya boryana], die von Lbo240-yong1 befallen wurden (C,D). Schwarze Pfeile zeigen eine große Anzahl von Cyanophagenpartikeln an, die an der Oberfläche der Wirtszellen angeheftet sind. Weiße Dreiecke zeigen an, dass die Partikel intakt und voll mit DNA sind.

- Wumpquatrovirus Lbo240yong1
Leptolyngbya-Phage Lbo240-yong1 (alias Plectonema-Phage Yong1) wurde aus dem Sunhu-See in China[10] isoliert. Wirt ist der Stamm FACHB-240 des filamentösen Cyanobakteriums Plectonema boryanum (Microcoleaceae).[6][3][11] Lbo240-yong1 hat einen ikosaedrischen Kopf mit einem Durchmesser von 50 ± 5 nm und einen kurzen Schwanz mit einer Länge von 20 ± 5 nm. Der weiße Pfeil zeigt das negativ gefärbte Lbo240-yong1 an.[9]

### GattungArthrovirus
- Arthrovirus TR020
Arthronema-Virus TR020 wurde aus einer Kultur von Arthronema africanum (Pseudanabaenaceae, „Pseudanabaenales“),[12] Stamm 1980/01, isoliert und 2020 sequenziert.[13][14][3]

### GattungKozyakovvirus
- Kozyakovvirus A4L
Anabaena-Phage A-4L mit Wirt Anabaena variabilis wurde 1973 in Russland gefunden und 2013 sequenziert. Sein Genom hat eine Länge von 41.750 Basenpaaren.[15][16]

### GattungMorrisvirus
Diese Gattung ist zu Ehren von Mary-Ellen Morris benannt, die zusammen mit Robert S. Safferman in einer bahnbrechende Studie den ersten Cyanophagen isolierte: Leptolyngbya-Phage LPP-1.
LPP-1 wurde von ihnen in den frühen 1960er Jahren mit dem fadenförmigen Cyanobakterium Plectonema boryanum (Microcoleaceae) als Wirt von einem Teich zur Abwasserstabilisierung (waste stabilization pond) im Südosten von St. Paul (Indiana), USA isoliert.
Viele weitere ihrer Studien konzentrierten sich auf Cyanobakterien (früher Blaualgen genannt) und ihre Viren.
Die Isolierung von LPP-1 führte zu einer umfassenden Untersuchung von Süßwasser-Cyanophagen, später auch von marinen Cyanophagen.
Wie sich zeigte, kann der Phage LPP-1 elf Stämme filamentöser Cyanobakterien der LPP-Gruppe (Gattungen Lyngbya, Plectonema und Phormidium) infizieren kann. Inzwischen wurde das Genom von LPP-1 (zusammen mit LPP-2, beide mit Wirt P. boryanum IU 594) sequenziert, wobei sich herausstellte, dass sie der gleichen taxonomischen Gruppe (Familie) angehören. Die Genomsequenzen beider Phagen deuteten darauf hin, dass sie darüber hinaus auch mit den fünf zum Zeitpunkt der Aufstellung der Familie Saffermanviridae bereits sequenzierten Cyanophagen verwandt sind. Alle diese Verwandten sind kurzschwänzige Caudoviricetes (Morphotyp A: Podoviren), die filamentöse Cyanobakterien infizieren.

## Systematik
Die Systematik der Cyanophagen-Familie Saffermanviridae ist nach International Committee on Taxonomy of Viruses (ICTV) – (MSL#40v1) mit Stand 16. April 2025 wie folgt:
Familie Saffermanviridae
- ohne zugewiesene Unterfamilie

- Gattung Arthrovirus
  - Spezies Arthrovirus TR020 (Arthronema-Virus TR020) – Wirt: Arthronema africanum

- Gattung Kozyakovvirus
  - Spezies Kozyakovvirus A4L, mit Anabaena-Phage A-4L – Wirt: Anabaena variabilis

- Gattung Morrisvirus
  - Spezies Morrisvirus JingP1, mit Plectonema-Phage JingP1 – Wirt: Plectonema sp.
  - Spezies Morrisvirus LPP1, mit Leptolyngbya-Phage LPP-1 – Wirt: Plectonema boryanum [syn. Leptolyngbya boryana]
  - Spezies Morrisvirus Pboyong3, mit Plectonema-Phage Pbo-yong3 – Wirt: Plectonema sp.

- Gattung Wumpquatrovirus
  - Spezies Wumpquatrovirus Lbo240yong1, mit Leptolyngbya-Phage Lbo240-yong1 alias Plectonema-Phage Yong1 – Wirt: Plectonema boryanum [syn. Leptolyngbya boryana]
  - Spezies Wumpquatrovirus WMP4 (Phormidium-Virus WMP4), mit Phormidium-Phage Pf-WMP4 – Wirt: Leptolyngbya foveolarum [syn. Phormidium foveolarum]

- Gattung Wumptrevirus
  - Spezies Wumptrevirus LPP2, mit Leptolyngbya-Phage LPP-2, Subtyp SPI – Wirt: Plectonema boryanum
  - Spezies Wumptrevirus PP (Phormidium-Virus PP), mit Cyanophage PP – Wirte: Leptolyngbya foveolarum [syn. Phormidium foveolarum] und Plectonema boryanum [syn. Leptolyngbya boryana]
  - Spezies Wumptrevirus WMP3 (Phormidium-Virus WMP3), mit Phormidium-Phage Pf-WMP3 – Wirt: Leptolyngbya foveolarum [syn. Phormidium foveolarum]

Wirte nach Genbank (NCBI Nucleotide). Die Taxonomie der Wirte hat etliche Änderungen erfahren, gemäß der obigen Liste kommen vor (LPSN Stand 18. April 2025):
- Arthronema africanum („Pseudanabaenales“; Pseudanabaenaceae)
- Anabaena variabilis (Nostocales; Aphanizomenaceae)
- Plectonema sp. (Oscillatoriales; Microcoleaceae)
- Plectonema boryanum [früher Leptolyngbya boryana] (Oscillatoriales; Microcoleaceae)
- Leptolyngbya foveolarum [früher Phormidium foveolarum] (Leptolyngbyales; Leptolyngbyaceae)

## Namensherkunft (Etymologie)
Mit der Bezeichnung der Familie Saffermanviridae wird der amerikanische Mikrobiologe Robert S. Safferman geehrt. Er und Mary-Ellen Morris (nach der die Gattung Morrisvirus benannt ist) haben als Erste den Leptolyngbya-Phagen LPP-1, Mitglied der Familie und der Gattung, isoliert und charakterisiert; der Suffix ‚-viridae‘ kennzeichnet Virusfamilien.